# The Visionaries
The Visionaries sind eine sechsköpfige Underground‑Hip‑Hop‑Crew aus Los Angeles, Kalifornien, die 1995 gegründet wurde. Die Gruppe trat vor allem über das Label Up Above Records in Erscheinung und veröffentlichte mehrere Alben sowie zahlreiche Solo‑Projekte der Mitglieder.

## Mitglieder
Die Crew besteht aus folgenden Künstlern:
- 2Mex (Alejandro Otana)
- LMNO (James Kelly)
- R.ēL.Z.M., bekannt als Lord Zen
- Dannu
- KeyKool
- DJ Rhettmatic

## Geschichte und Hintergrund
Die Gruppe formierte sich Mitte der 1990er in Südkalifornien aus Künstlern verschiedener ethnischer Hintergründe: philippinisch‑amerikanisch (Dannu, Rhettmatic), japanisch‑amerikanisch (KeyKool), chicano (2Mex), afro‑amerikanisch (Lord Zen) und caucasian (LMNO). Sie waren Teil der Szene um Project Blowed und die Backpack‑Hip‑Hop‑Bewegung in Los Angeles. Ihr erster Song erschien 1995 auf dem Album Kozmonautz von KeyKool & DJ Rhettmatic. Neben den Bandalben haben die Mitglieder der Crew insgesamt über 40 Solo‑Alben veröffentlicht, darunter bekannte Werke wie Words Knot Music (2Mex), Economic Food Chain Music (LMNO) oder Wakefull Dead (Lord Zen).

## Diskografie
- 1998: Galleries (Up Above Records)
- 2000: Sophomore Jinx (Up Above Records)
- 2004: Pangaea (Up Above Records)
- 2006: We Are the Ones (We've Been Waiting For) (Up Above Records)
- 2007: Est 1995 (Mixtape)
- 2021: V (Visionaries Crew)
- 2024: Sketches (Visionaries Crew)